# Calantica moskalevi
Calantica moskalevi är en kräftdjursart som beskrevs av Zevina och Galkin 1989. Calantica moskalevi ingår i släktet Calantica och familjen Calanticidae. Inga underarter finns listade i Catalogue of Life.